# Raymond St. Jacques
Raymond St. Jacques (* 1. März 1930 in Hartford (Connecticut); † 27. August 1990 in Los Angeles) war ein US-amerikanischer Schauspieler.

## Leben und Wirken
Er begann seine berufliche Laufbahn in den 1940er Jahren unter anderem als Regieassistent, Fechtlehrer und Kleindarsteller beim American Shakespeare Festival in Stratford. Mit Tourneebühnen begab er sich auf Reisen und gelangte Anfang der 1950er Jahre nach New York. Hier debütierte der schwarze Schauspieler außerhalb des Broadways im Dezember 1954 in High Name Today. Im Juni 1959 gab er sein Broadway-Debüt in Romeo und Julia und bildete sich nebenher am Actors Studio fort.
Seit 1963 war er Filmschauspieler, zunächst in tragenden Nebenrollen. Seine bedeutendste Rolle dieser Zeit war die des bösartigen haitianischen Geheimdienstchefs in Die Stunde der Komödianten. Ende der 1960er, Anfang der 1970er Jahre übernahm St. Jacques regelmäßig Hauptrollen in auf ein schwarzes Publikum ausgerichteten Filmen. In Krimis und Filmdramen, die meist in Großstädten spielten, verkörperte er in stets ernsten Rollen sowohl Schurken als auch Polizisten und FBI-Agenten. 1977 war er in Ich bin der Boß als Bürgerrechtler Martin Luther King zu sehen.

## Filmografie
- 1964: Der Pfandleiher (The Pawnbroker)
- 1965: Südlich vom Pangani-Fluß (Mister Moses)
- 1965: Cowboys (Rawhide)
- 1966: Gesicht ohne Namen (Mister Buddwing)
- 1967: Die Stunde der Komödianten (The Comedians)
- 1968: Nur noch 72 Stunden (Madigan)
- 1968: Die grünen Teufel (The Green Berets)
- 1968: …aber das Blut immer rot (If He Hollers, Let Him Go!)
- 1968: Black Power (Up Tight!)
- 1970: Wenn es Nacht wird in Manhattan (Cotton Comes to Harlem)
- 1972: Wenn es dunkel wird in Harlem (Come Back, Charleston Blue)
- 1973: Der Zahlentrick – Ein Millionenspiel (Book of Numbers; auch Regisseur und Produzent)
- 1977: Roots (1 Folge)
- 1977: Unsere kleine Farm (Little House on the Prairie, 1 Folge)
- 1977: Ich bin der Boß (The Private Files of J. Edgar Hoover)
- 1978: Die Colson Affäre (Born Again)
- 1979: Quincy (Quincy, M. E., 1 Folge)
- 1980: Todeskommando Schweinebucht (Cuba Crossing)
- 1981: Hart aber herzlich (Hart to Hart; Folge: Blüten-Traumschiff)
- 1983: Trapper John, M.D. (1 Folge)
- 1983: Falcon Crest (7 Folgen)
- 1983, 1985: Love Boat (The Love Boat, 2 Folgen)
- 1984: Der Liquidator (The Evil That Men Do)
- 1984: Cagney & Lacey (1 Folge)
- 1984, 1985: Ein Colt für alle Fälle (The Fall Guy, 2 Folgen)
- 1984, 1985: Mord ist ihr Hobby (Murder She Wrote, 2 Folgen)
- 1986: Dallas (1 Folge)
- 1987: Die Top Cops (The Wild Pair)
- 1988: Sie leben (They Live)
- 1989: Glory
- 1989: MacGyver (1 Folge)
- 1991: Voodoo Blood (Voodoo Dawn)
- 1991: Nameless – Total Terminator (Timebomb)